# Jiangmen
Jiangmen (江门, pinyin: Jiāngmén, også kendt som Kongmoon) er en kinesisk by på præfekturniveau i provinsen Guangdong ved Kinas kyst til det Sydkinesiske Hav. Befolkningen indenfor bygrænserne anslås (2004) til 457.000, og i hele præfekturet ca. 3,8 millioner mennesker. 
Jiangmen ligger ved Xi Jiang eller "Vestfloden" i den vestlige del af Zhujiangs (eller Perleflodens) fælles floddelta. Byen har siden Qing-dynastiet haft en bred kontakt med udlandet. Havnen blev åbnet for handel med Vesten i 1902. Den nuværende flodhavn blev anlagt i 1904, og bebyggelsen mod havnen er i samme stil som i mange traktathavne. 
Det anslås at så meget som 3,3 millioner kinesere udenfor Folkerepublikken Kina har sine rødder i Jiangmen-området. Dette er ikke bare kinesere i Hongkong, Macao og Taiwan, men også i oversøiske områder. 
Byen har meget letindustri. De vigtigste produkter er tekstiler, elektronikprodukter, møbler, lædervarer, næringsmidler, maskiner, byggematerialer, kemiske produkter, papir og raffineret sukker. Økonomisk ligger Jiangmen over gennemsnittet for provinsen.

## Administration
Jiangmen har jurisdiktion over:
- tre bydistrikter:

o Pengjiang (Jiangmen by)
o Jianghai
o Xinhui
- fire byer på amtssniveau:

o Taishan
o Kaiping
o Enping
o Heshan
22°35′37″N 113°5′32″Ø / 22.59361°N 113.09222°Ø